# Salon du livre de Montréal
Pour les articles homonymes, voir Salon du livre.

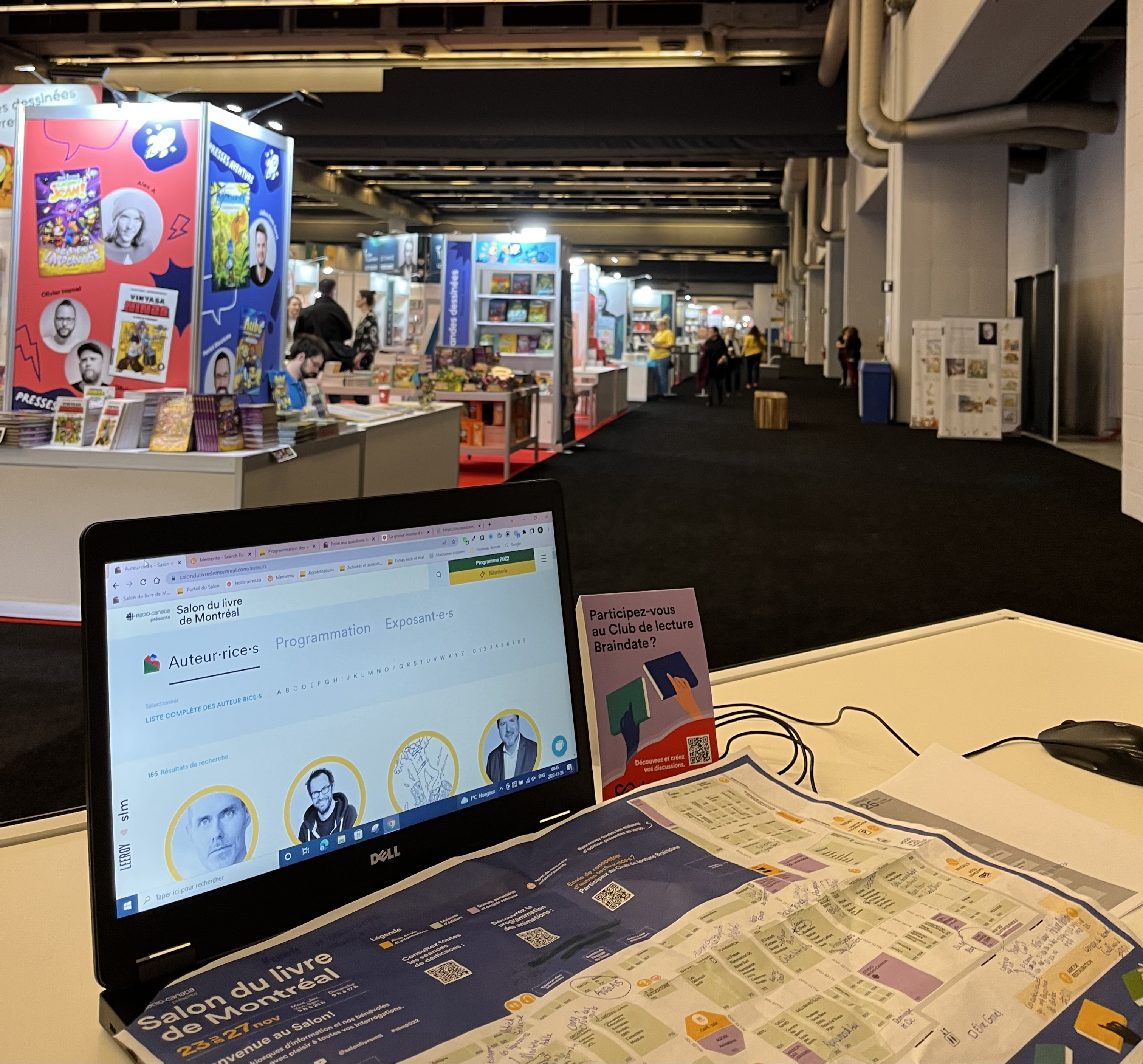
Kiosque d'information au Salon du livre de Montréal

Le Salon du livre de Montréal est un événement annuel, festival littéraire, qui a pour objectif de promouvoir le livre et la lecture. Il met en contact les auteurs avec le public, les éditeurs, les libraires et les bibliothécaires. Il a lieu le dernier week-end du mois de novembre au Palais des congrès de Montréal à Montréal. Il est, avec le Salon du livre de Paris et le Salon du Livre de Beyrouth, l'une des trois plus importantes manifestations du livre francophone au niveau mondial.

## Historique
En 1950, le Salon du livre de Montréal voit le jour sous la forme d'un petit événement de l'initiative de la Société de développement du livre. Le salon a lieu à l'hôtel Windsor. Après des débuts tumultueux, le salon déménage dans le hall d'exposition de la Place Bonaventure dès 1978.
La quarante-septième édition du Salon du livre de Montréal s'est tenu du 27 novembre au 1er décembre 2024 et au Palais des congrès de Montréal. Cette édition a réuni 92 000 visiteurs.
Le fonds d’archives Salon du livre de Montréal est conservé au centre d’archives de Montréal de Bibliothèque et Archives nationales du Québec.

## Le Bénévolat[5]
Le Salon du livre de Montréal repose en partie sur l’implication des bénévoles. Chaque année, ce sont environ 400 bénévoles qui prêtent main-forte aux organisateurs de cet événement. Tous les volontaires sont les bienvenus, mais doivent répondre à certains critères d’éligibilité. Ils doivent être âgés d’au moins 16 ans, parler couramment français, résider au Québec et pouvoir effectuer une période de travail de 5 heures consécutives.
Ces nombreuses personnes se divisent entre les différents postes. Les bénévoles, encadrés par des employés du Salon du livre de Montréal, sont responsables d’accréditer les participants du salon. Ils se chargent également de l’accueil et de l’information par le biais de kiosques ou d’équipe volante en déplacement continue sur le site. De plus, ils sont mobilisés pour s’occuper des matinées scolaires et pour faire le suivi de la régie de scène. Elle consiste à faire un suivi du déroulement de chaque intervention afin de respecter le planning et de mettre en place les éléments sur la scène, comprenant les micros et les chaises. Pour finir, la brigade du liseur public se charge de faire des lectures à voix haute d’extraits de bandes dessinées, de poèmes, de pièces de théâtre et romans.
Plusieurs formations précèdent l’événement afin de préparer au mieux les bénévoles à leurs différentes tâches. Les formations sont en présentiel et en distanciel, permettant au plus de personnes possibles d’y participer. Cette étape est particulièrement importante pour la motivation des bénévoles et le bon déroulement de l’événement. De plus, les bénévoles du salon ont des privilèges, comme l’accès illimité au salon, ou bien un chandail de l’événement.

## Hommages
- le prix du grand public du Salon du livre de Montréal - La Presse : remis de 1983 à 2013 par le public qui choisit leurs auteurs préférés ;
- le prix Fleury-Mesplet : depuis 1987 le conseil d'administration rend hommage à un artisan du milieu ;
- le prix 12/17 Brive-Montréal : remis entre 1990 à 1997 pour souligner le travail d'un écrivain français et québécois, destiné aux 12 à 17 ans.
- le Prix Marcel-Couture, créé en 2000 en collaboration avec Hydro-Québec, qui récompense un auteur et/ou illustrateur francophone.
- le Prix Janette-Bertrand, créé en 2023, pour honorer Janette Bertrand, il récompense les auteurs et les autrices qui abordent l'égalité des sexes, l'autonomie des femmes et la lutte contre la violence de genre[7].